# Суеркулов, Абды Суеркулович
Абды Суеркулович Суеркулов (кирг. Абды Сүйөркул уулу Сүйөркулов; 12 (25) декабря 1912, с. Торкент, Ошский уезд, Ферганская область, Российская империя — 10 октября 1992, Бишкек) — советский партийный и государственный деятель Киргизской ССР, председатель Совета Министров Киргизской ССР (1950—1958).

## Биография
Родился в крестьянской семье (ныне — Токтогульский район, Джалал-Абадская область, Кыргызстан).
В 1946 г. окончил Высшую партийную школу при ЦК ВКП(б).
С марта 1927 г. — учащийся школы конторского и торгового ученичества, г. Фрунзе.
В 1931—1933 гг. — председатель Кетмен-Тюбинского райпотребсоюза Киргизской АССР.
В 1933—1937 гг. — заведующий Кетмен-Тюбинским, Наукатским, Таласским районными финансовыми отделами.
В 1937—1938 гг. — начальник Налогового управления наркомата финансов Киргизской ССР.
В 1938—1939 гг. — председатель колхоза в Кетмен-Тюбинском районе.
В 1939 г. — заведующий районным земельным отделом, председатель райисполкома Кетмен-Тюбинского района Киргизской ССР.
В 1939—1941 гг. — заведующий Джалал-Абадского облфинотдела Киргизской ССР.
В 1941—1942 гг. — председатель Джалал-Абадского облисполкома.
В 1942—1944 гг. — секретарь ЦК КП(б) Киргизии по пропаганде и агитации.
В 1944—1946 гг. — слушатель Высшей партийной школы при ЦК ВКП(б).
В 1946—1949 гг. — секретарь, в 1949—1959 гг. — второй секретарь ЦК КП(б) Киргизии,
одновременно в 1947—1950 гг. — председатель Верховного Совета Киргизской ССР.
В 1950—1958 гг. — Председатель Совета Министров Киргизской ССР.
В 1958—1959 гг. — слушатель курсов переподготовки кадров при ЦК КПСС.
В 1959—1969 гг. — министр торговли Киргизской ССР.
Член ВКП(б) с 1940 г. Депутат Верховного Совета СССР 3—5 созывов.
С апреля 1969 г. — персональный пенсионер союзного значения.
Скончался 10 октября 1992 года, похоронен на Ала-Арчинском кладбище Бишкека.

## Награды и звания
- Герой Киргизской Республики (август 2023, посмертно)[1]
- Советские два ордена Ленина, два ордена Трудового Красного Знамени.